# Campo nell'Elba
Campo nell'Elba est une commune de l'île d'Elbe,  province de Livourne région de Toscane en Italie.

## Géographie
Campo nell'Elba est située sur l'île d'Elbe.
- Classification sismique en Italie : Zone 4
- Classification climatique : Zone C
- Diffusion atmosphérique : Haute

## Histoire
Documentés au Moyen Âge sous le nom de Comune de Campo, ces termes désignaient en réalité les deux villes perchées de San Piero in Campo et Sant'Ilario in Campo (it). 
La ville actuelle de Marina di Campo est née au cours des siècles suivants à proximité de la plaine (en latin campus) autrefois appelée, en raison de sa particularité de zone humide, Maremma dell'Elba. La ville, appelée Port'i Campo, s'est développée autour de la tour de Marina di Campo, attestée depuis 1596, et de la petite église de San Gaetano da Thiene.

## Monuments et lieux d'intérêt

### Architecture civile
- Palais Specola sur l'île de Pianosa
- Faro di Marina di Campo (it)
- Phare de Monte Poro
- Phare de Pianosa

### Architecture militaire
- Tour de Marina di Campo
- Tour de San Giovanni
- Fort Teglia

### Site archéologique
- Nécropole mégalithique de Piane alla Sughera
- Nécropole villanovienne de Lo Spino
- Site néolithique de Masso alla Guata
- Site mégalithique de Sassi Ritti
- Site de Pietra Murata
- Cercle mégalithique du Monte Còcchero
- Catacombes de Pianosa
- Carrière médiévale de San Piero in Campo

### Aire naturelle
- Monte Capanne

## Transports

### Transports aériens
L'aéroport de Marina di Campo se trouve sur le territoire de la commune, au lieu-dit La Pila.

## Administration
| Période                                  | Période | Identité | Étiquette | Qualité |
| ---------------------------------------- | ------- | -------- | --------- | ------- |
| Les données manquantes sont à compléter. |         |          |           |         |

### Hameaux
La Pila, Marina di Campo, Pianosa, San Piero in Campo, Sant'Ilario in Campo, Seccheto.

### Communes limitrophes
Capoliveri, Marciana, Portoferraio

## Personnalité
- Giuseppe Pietri (1886-1946), compositeur d'opérettes